# K.A. Nilakanta Sastri

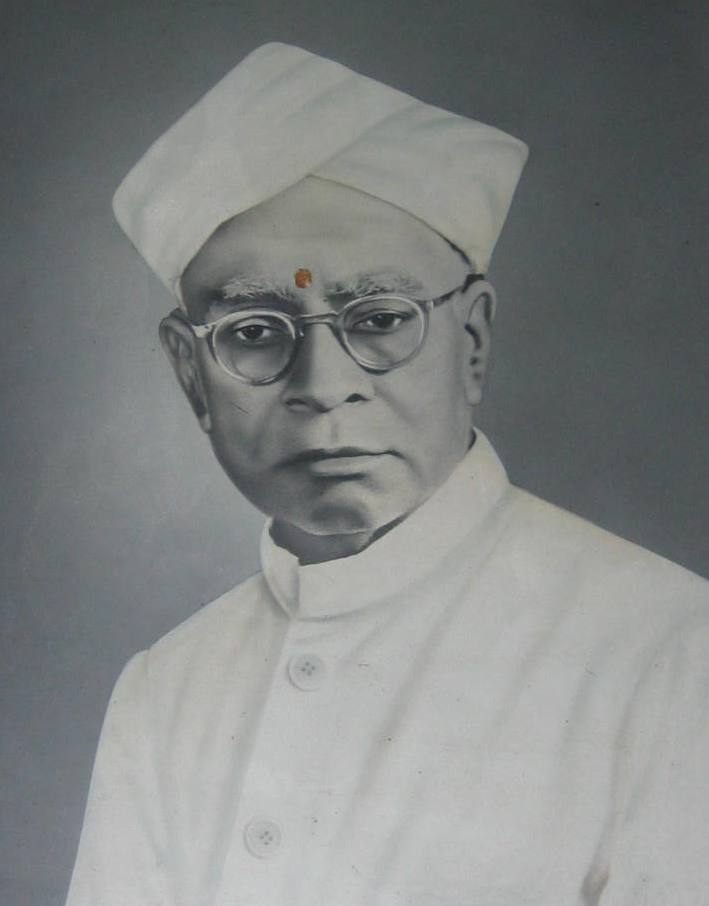
K.A. Nilakanta Sastri

Shri K.A. Nilakanta Sastri (12 augustus 1892 – 15 juni 1975) was een bekende Sanskrietleraar uit Thiruvisai Nallur, een belangrijk Sanskrietcentrum. Hij was een groot kenner van de Vedas.
Hij was gehuwd met Seshammal.
Hij is onder meer bekend door zijn analyses van de Ramayana.
Enkele van zijn nakomelingen zouden een belangrijke rol spelen in India:
- Zijn dochter, Rukmini Devi Arundale, was een bekende danseres, danspedagoge en politica. Zij weigerde het aangeboden presidentschap van India om zich volledig aan haar danspedagogie te wijden.
- Zijn zoon, Nilakantha Sri Ram werd de 5e Internationale President van de Theosofische Vereniging.
- Zijn kleindochter, Radha Burnier, de dochter van voorgaande, werd de 7e Internationale Presidente van de Theosofische Vereniging.